# وال‌مارت: هزینه بالای قیمت پایین
وال‌مارت: هزینهٔ بالای قیمت پایین (به انگلیسی: Wal-Mart: The High Cost of Low Price) فیلمی مستند به کارگردانی رابرت گرینوالد است که در سال ۲۰۰۵ ساخته شده‌است. این فیلم از طریق مصاحبه با کارکنان سابق وال‌مارت، هیئت مدیرهٔ آن و صاحبان کسب و کارهای کوچک، تصویری نامطلوب از شیوه‌های کسب و کار وال‌مارت ارائه می‌دهد. در این مستند آمارهای فراوانی مابین مصاحبه‌ها نشان داده می‌شود تا افزون بر نظرات شخصی، بررسی‌های دقیق‌تری در مقیاس بزرگ ارائه شوند. این مستند در ۴ نوامبر ۲۰۰۵ در قالب دی‌وی‌دی به بازار عرضه شد.